# Карсашурське сільське поселення
Карсашу́рське сільське поселення (рос. Карсашурское сельское поселение) — муніципальне утворення у складі Шарканського району Удмуртії, Росія. Адміністративний центр — присілок Карсашур.

## Територія
Площа поселення становить 51,38 км², з яких сільськогосподарські угіддя складають 40,39 км², 19 ставків — 22 га. Рельєф піднятий і сильно порізаний вузькими річковими долинами та балками. Гідрографія представлена дрібними річками та струмками. Весняні паводки проходять у другій половині квітня — на початку травня. Літня межень наступає по закінченню весняних паводків, у червні, і тягнеться до кінця серпня. Підземні води слабко мінералізовані.
Клімат помірно-континентальний з довгою прохолодною зимою та коротким помірним теплим літом. Пересічна температура січня −14,8 °C (мінімум −52 °C), липня +17,5 °C (+34,3 °C). Річна кількість опадів становить 550 мм. Територія поселення відноситься до зони помірного зволоження. Найбільше опадів випадає влітку. Снігостій тримається з кінця листопада до другої декади квітня. Максимальний покрив снігу тримається у другій декаді березня і становить 56 см. Середня глибина промерзання ґрунту становить 162 см. Переважачі вітри — південно-західні та західні. Прогрівання ґрунту проходить на початку травня. Вегетаційний період починається в кінці квітня і простягається на 10 днів. Сума температур понад +10 °C становить 1900. Період активної вегетації простягається 124 днів.
Поселення відноситься до Шарканського лісництва і знаходиться в межах південної тайги. У лісах зростають такі дерева як ялиця, ялина, сосна, осика та береза. На східній околиці присілку Карсашур знаходиться пам'ятка природи республіканського значення. На території поселення поширені дерново-підзолисті ґрунти з плямами дерново-карбонатних ґрунтів.

## Населення
Населення — 770 осіб (2015; 780 в 2012, 803 в 2010).

## Склад
До складу поселення входять такі населені пункти:
| Населений пункт     | Населення, осіб (2010) | Населення, осіб (2012) |
| ------------------- | ---------------------- | ---------------------- |
| Гондирвай, присілок | 189                    | 180                    |
| Карсашур, присілок  | 348                    | 342                    |
| Куликово, присілок  | 4                      | 4                      |
| Малиновка, присілок | 28                     | 24                     |
| Чужегово, присілок  | 234                    | 230                    |

## Господарство
У поселенні працюють 3 сільськогосподарські підприємства, 5 магазинів та 10 приватних підприємців. Соціальна сфера представлена 3 фельдшерсько-акушерськими пунктами, 2 школами та 2 садочками.